# 少林寺 (1976年電影)
《少林寺》（英語：Shaolin Temple）是1976年張徹、午马执导，由倪匡编剧，姜大卫、狄龙等領銜主演的香港電影。该电影主要讲述明末清初中，一些人为了反抗清朝而决定在少林寺练武的故事。

## 劇情簡介
清军入关后，开始禁止人们习武，然而少林寺却并没有对此做出什么反应，为了不让少林寺功夫失传，于是决定广收门徒，从而把少林功夫传下去。
随后，一些爱好习武以及一些明军余部来到了少林寺学武，而少林寺的方丈们也决定因材施教，并且还设立了重重关卡来考验想进入少林寺的弟子们。
然而，少林寺的一个人因为有二心，和清朝官员狼狈为奸，于是设计血洗少林寺，但是最后，还是有一部分少林弟子活了下来，并决定将少林寺武学发扬光大。

## 演员表
- 傅声
- 戚冠军
- 狄龙
- 姜大卫
- 谷峰
- 山茅
- 姜南
- 叶天行
- 郝履仁
- 王钟
- 刘晃世
- 张照
- 张石庵
- 王青
- 江生
- 余太平
- 鹿峰
- 孙树培
- 陆剑明
- 康凯
- 刘永
- 顾文宗
- 王龙威
- 岳华
- 蔡弘
- 罗莽
- 卢苇
- 施思
- 郭追

## 其他
- 由于当时张彻和刘家良分道扬镳，为了不让二人拍摄的电影题目撞车，于是张彻便让倪匡修改剧本。[4]
- 本片動用陳信一、謝輿做动作指导。
- 该电影上映40年后，决定在日本一部分影院上映重制版。[5]

## 備註
1. ↑  .   [2022-03-22]. （原始内容存档于2022-04-21）.
2. ↑  .   [2022-03-22]. （原始内容存档于2022-04-21）.
3. ↑  .   [2022-03-22]. （原始内容存档于2022-04-21）.

## 相關連結
- 豆瓣链接 （页面存档备份，存于）
- 互联网电影数据库（IMDb）上《少林寺》的资料（英文）